# Helene Gloppen
Helene Lokøy Gloppen (Bergen, 26 dicembre 1993) è una calciatrice norvegese, difensore dell'Arna-Bjørnar.

## Caratteristiche tecniche
Gioca come centrale difensivo. La sua abilità nel gioco aereo la rende pericolosa anche nelle sortite offensive.

## Carriera

### Club
Cresciuta nelle giovanili del Loddefjord, nel 2011 è passata al Sandviken. Ha esordito in Toppserien in data 6 agosto 2011, schierata titolare nel 5-0 subito sul campo dell'Arna-Bjørnar. Il 23 settembre 2012 ha segnato la prima rete nella massima divisione locale, nel 3-2 inflitto al Klepp.
Il Sandviken è retrocesso in 1. divisjon al termine del campionato 2013. Gloppen è rimasta in squadra, contribuendo all'immediato ritorno in Toppserien, arrivato alla fine della stagione 2014.
Nel 2017, Gloppen si è trasferita all'Arna-Bjørnar. Il 17 aprile ha debuttato con questa casacca, nel 2-2 arrivato in casa del Grand Bodø. Il 13 maggio 2017 ha segnato la prima rete, nella vittoria per 2-0 arrivata sul Trondheims-Ørn.
A causa della Pandemia di COVID-19 del 2020, nel mese di marzo ha ricevuto – come le sue compagne di squadra – una lettera di licenziamento da parte dell'Arna-Bjørnar, a causa dell'impossibilità nel far partire la Toppserien 2020. Con la ripresa dei campionati, Gloppen ed il resto delle calciatrici hanno ricominciato a giocare per l'Arna-Bjørnar.

### Nazionale
Gloppen conta 4 presenze con la Norvegia Under-19.

## Statistiche

### Presenze e reti nei club
Statistiche aggiornate al 10 novembre 2020.
| Stagione            | Squadra             | Campionato          | Campionato | Campionato | Coppe nazionali | Coppe nazionali | Coppe nazionali | Coppe continentali | Coppe continentali | Coppe continentali | Altre coppe | Altre coppe | Altre coppe | Totale | Totale | Totale |
| Stagione            | Squadra             | Comp                | Pres       | Reti       | Comp            | Pres            | Reti            | Comp               | Pres               | Reti               | Comp        | Pres        | Reti        | Pres   | Reti   |        |
| ------------------- | ------------------- | ------------------- | ---------- | ---------- | --------------- | --------------- | --------------- | ------------------ | ------------------ | ------------------ | ----------- | ----------- | ----------- | ------ | ------ | ------ |
| 2011                | Sandviken           | TS                  | 10         | 0          | CN              | ?               | ?               | -                  | -                  | -                  | -           | -           | -           | 10+    | 0+     |        |
| 2012                | Sandviken           | TS                  | 22         | 1          | CN              | 2               | 0               | -                  | -                  | -                  | -           | -           | -           | 24     | 1      |        |
| 2013                | Sandviken           | TS                  | 22         | 1          | CN              | 2               | 1               | -                  | -                  | -                  | -           | -           | -           | 24     | 2      |        |
| 2014                | Sandviken           | 1D                  | 22         | 5          | CN              | 2               | 1               | -                  | -                  | -                  | -           | -           | -           | 24     | 6      |        |
| 2015                | Sandviken           | TS                  | 22         | 0          | CN              | 3               | 0               | -                  | -                  | -                  | -           | -           | -           | 25     | 0      |        |
| 2016                | Sandviken           | TS                  | 11         | 0          | CN              | 1               | 0               | -                  | -                  | -                  | -           | -           | -           | 12     | 0      |        |
| Totale Sandviken    | Totale Sandviken    | Totale Sandviken    | 109        | 7          |                 | 10+             | 2+              |                    | -                  | -                  |             | -           | -           | 119+   | 9+     |        |
| 2017                | Arna-Bjørnar        | TS                  | 22         | 3          | CN              | 4               | 0               | -                  | -                  | -                  | -           | -           | -           | 26     | 3      |        |
| 2018                | Arna-Bjørnar        | TS                  | 22         | 3          | CN              | 3               | 1               | -                  | -                  | -                  | -           | -           | -           | 25     | 4      |        |
| 2019                | Arna-Bjørnar        | TS                  | 22         | 1          | CN              | 3               | 0               | -                  | -                  | -                  | -           | -           | -           | 25     | 1      |        |
| 2020                | Arna-Bjørnar        | TS                  | 17         | 0          | CN              | 2               | 0               | -                  | -                  | -                  | -           | -           | -           | 19     | 0      |        |
| Totale Arna-Bjørnar | Totale Arna-Bjørnar | Totale Arna-Bjørnar | 83         | 7          |                 | 12              | 1               |                    | -                  | -                  |             | -           | -           | 95     | 8      |        |
| Totale carriera     | Totale carriera     | Totale carriera     | 192        | 14         |                 | 22+             | 3+              |                    | -                  | -                  |             | -           | -           | 214+   | 17+    |        |